# Alcañices
Alcañices – gmina w Hiszpanii, w prowincji Zamora, w Kastylii i León, o powierzchni 54,76 km². W 2011 roku gmina liczyła 1207 mieszkańców.